# Koshejabl
Koshejabl (en ruso: Кошеха́бль, en adigué: Кощхьабл) es un aúl de la república de Adiguesia, en Rusia. Está situado a orillas del río Labá, de la cuenca del Kubán a 50 km al nordeste de Maikop, la capital de la república. Tenía 7 239 habitantes en 2010
Del otro lado del río se encuentra Kurgáninsk, localidad del krai de Krasnodar. Es centro administrativo del municipio y el raión homónimo.

## Historia
Fue fundado por los cabardios en 1868. En un principio la localidad se llamaba Anzaury. Los primeros habitantes vivían en la región boscosa de la stanitsa Mihailovski del raión de Kurgáninsk, en la orilla derecha del río Labá. Los cambios en el curso de este río, hicieron que se asentaran en otro emplazamiento, que finalmente se enfrentó a los mismos problemas, por lo que el ókrug Labinski decidió en 1868 asentarlos en la orilla izquierda del Labá.
Existen dos teorías respecto al origen del topónimo Koshejabl. Jabl, en idioma circasiano significa "barrio", "vecindario", y koshe podría referirse a "moverse", "trasladarse", por la historia del lugar, o ser un nombre familiar de la rama de los shapsug dentro del pueblo adigué.

## Nacionalidades
De los 7 309 habitantes con que contaba en 2002, el 83.7 % (6 121 personas) era de etnia adigué, el 13 % (952 personas) era de etnia rusa, el 1.1 % (83 personas) era de etnia armenia y el 0.3 % (23 personas) era de etnia ucraniana.

## Cultura y educación
En la localidad se encuentra una filial de la Universidad Estatal Adigué.

## Transporte
La población cuenta con una estación de ferrocarril en la línea Armavir-Tuapsé.

## Personalidades
- Tembot Keráshov (1902-1988), escritor.
- Mujarby Kirzhinov (1949-), halterófilo.